# Tortistilus pacifica
Tortistilus pacifica är en insektsart som beskrevs av Van Duzee. Tortistilus pacifica ingår i släktet Tortistilus och familjen hornstritar. Inga underarter finns listade i Catalogue of Life.